# Dema (langue)
Pour les articles homonymes, voir Dema.
Le dema est une langue bantoue du groupe shona, parlée par la population dema au Mozambique, au nord du Zimbabwe.
Le nombre de locuteurs était estimé à 5 000 en 2000.